# Kevin Mejía
Kevin Mejía Castillo (Tela, Atlántida; 5 de mayo de 1995), es un luchador hondureño. Se clasificó para los Juegos Olímpicos de París 2024 y fue nombrado coabanderado de su país.

## Biografía
Mejía nació en 1995. Es el segundo de cinco hijos. Pasó sus primeros años en Triunfo de la Cruz, Tela, Honduras. De niño vendía peonzas. A los 13 años se trasladó a Tegucigalpa desde Triunfo de la Cruz, para formarse como luchador, siguiendo los pasos de uno de sus hermanos. Ingresó al Centro de Alto Rendimiento del Comité Olímpico Hondureño (COH) y en 2011 obtuvo medalla de bronce en la categoría cadete en el Campeonato Mundial Juvenil de Lucha en Hungría. Ganó el oro en los X Juegos Deportivos Centroamericanos de 2023 y luego ganó dos medallas de bronce en los XXII Juegos Centroamericanos y del Caribe.
Mejía sirvió como abanderado de Honduras en los Juegos Panamericanos de 2015. Allí compitió en la prueba grecorromana de 98 kg y ganó la medalla de plata, convirtiéndose en el primer medallista de plata individual de Honduras en la historia de los Juegos Panamericanos, así como el único medallista de la nación en los juegos de 2015. Más tarde ese año, compitió en el Campeonato Mundial Juvenil y ganó una medalla de bronce en la categoría de 96 kg.
Mejía se unió al club alemán SC-Oberlsbach en 2016. Ganó una medalla de plata en los XXIII Juegos Centroamericanos y del Caribe de 2018, ganó bronce en los Juegos Panamericanos de 2019 y bronce en el Gran Premio de Francia en 2020. Ganó la medalla de oro en el Campeonato Panamericano de Lucha Libre de 2021, convirtiéndose en el primer hondureño en lograrlo. En 2023 ganó el bronce en los Juegos Panamericanos y fue el único medallista hondureño. Se clasificó a los Juegos Olímpicos de París 2024 al ganar en el Torneo Clasificatorio Olímpico Panamericano de Lucha Libre 2024, convirtiéndose en el primer hondureño en clasificar. Fue el único hondureño que clasificó directamente a los Juegos Olímpicos, ya que cada uno de los demás entró a través de un cupo. Fue coabanderado hondureño en la ceremonia inaugural olímpica. Mejía compitió en el evento de 97 kg. Fue eliminado en su primer partido por Rustam Assakalov de Uzbekistán.
Su hermano Jefrin Mejía también compite como luchador.